# Агафонов, Семён Осипович
Семён Осипович Агафонов (1872, Сосновая Маза, Саратовская губерния — 26 июня 1961, Ашхабад) — создатель школы фехтования в Туркменской ССР, заслуженный мастер спорта СССР, призёр международного турнира по фехтованию 1899 г. в Париже.

## Биография
Родился в 1872 году, в селе Сосновая Маза Хвалынского уезда Саратовской губернии.
С 1893 служил в армии в польском городе Седлиц. На втором году службы был рекомендован командиром полка Меллер-Закомельским для открываемой в Варшаве (Польша) школы инструкторов по фехтованию и гимнастике. Агафонов выдержал все отборочные испытания. Первым его учителем стал Юлиан Александрович Мишо, российский и польский фехтовальщик и тренер (сабля).
В 1899 году Семён Агафонов был единственным фехтовальщиком из России на международных соревнованиях в г. Падуя (Италия). В списке 60 сильнейших профессиональных рапиристов мира он занял седьмое место, за что был отмечен жюри большой золотой медалью. Кроме того, ему, как солдату-пехотинцу, была преподнесена винтовка итальянского образца. Это был первый успех русского спортсмена-фехтовальщика.
Семён Агафонов многократно участвовал в различных соревнованиях, в том числе и в международном, проводившемся в Будапеште (Венгрия). Постоянно занимал призовые места.
Однако педагогические и тренерские способности Семёна Агафонова полностью раскрылись только после Великой Октябрьской революции. В 1918 году он был назначен главным руководителем по фехтованию на высших командирских курсах Красной Армии в Петрограде, где проработал вплоть до полного освобождения страны от интервентов.
Работая в Елизаветградской и Ленинградской фехтовально-гимнастических школах на высших курсах физруков Ленинграда, он подготовил не одну тысячу спортсменов, хорошо владеющих винтовкой, рапирой и эспадроном. Проработав тренером по фехтованию в Ленинграде до 1930 года, Семён Осипович воспитал немало спортсменов, таких, как заслуженный мастер спорта СССР Иван Кох и др.
С 1931 года Семён Агафонов работал в Ашхабаде — сначала в техникуме физкультуры, городской спортивной школе, а затем в Туркменском совете «Динамо».
В годы войны он обучил искусству рукопашного боя более 3000 спортсменов, бойцов-пограничников и допризывников, внеся тем самым свой вклад в дело разгрома врага. За заслуги перед Родиной Правительство наградило его медалью «За доблестный труд в Великой Отечественной войне», а Комитет по физической культуре и спорту при Совете Министров СССР присвоил ему звание заслуженного мастера спорта СССР (1945) и наградил значком «Отличник физической культуры» (1947).
Семён Агафонов был приглашён в Москву, где принял участие во Всесоюзном параде физкультурников  12 августа 1945 года.
Семён Осипович воспитал не один десяток чемпионов. В их числе чемпионы республики П. Анохин, Г. Чирва, В. Козлов, Г. Тагиева, С. Бабаева и многие другие спортсмены. Президиум Верховного Совета ТССР, отмечая долголетнюю работу Агафонова в Туркмении, дважды награждал его Почётными грамотами.
В течение многих лет Семён Осипович жил в Ашхабаде, работал тренером, был организатором почти всех крупных соревнований фехтовальщиков.
Скончался 26 июня 1961 года. В его память, республиканская федерация фехтования учредила приз его имени, который впервые был разыгран в Ашхабаде. Было принято решение такие соревнования проводить ежегодно в масштабе Ашхабада и республики.